# دوساری
دوساری شهری در بخش مرکزی شهرستان عنبرآباد در استان کرمان ایران است.

## جمعیت
این شهر در شهرستان عنبرآباد قرار دارد و براساس سرشماری مرکز آمار ایران در سال ۱۳۹۵، جمعیت آن ۴٬۱۳۰ نفر بوده‌است.